# Dabney H. Maury
Dabney Herndon Maury (Fredericksburg 21 de mayo de 1822 - Peoria 11 de enero de 1900) fue un militar, docente y diplomático estadounidense.

## Biografía
Nació en Fredericksburg (Virginia). Estudió derecho en Fredericksburg y se graduó en la Universidad de Virginia en 1841 y luego terminó sus estudios en la Academia Militar de los Estados Unidos en 1846 y fue nombrado segundo teniente en el Regimiento de Rifles Montados .
Maury sirvió en la Intervención estadounidense en México, herido en la Batalla de Cerro Gordo, ascendido a primer teniente. Fue reasignado a West Point como instructor, desempeñando ese cargo desde 1847 hasta 1852. 
Se casó con Nannie Rose Mason el 10 de marzo de 1852 en el condado de Stafford (Virginia). 
Regresó al servicio de campo activo con los Rifles Montados, sirviendo en el Territorio de Oregón y luego en la frontera de Texas. Estuvo al mando de la Escuela de Caballería en Carlisle Barracks en 1858. 

### Guerra de Secesión
Renunció al Ejército de los Estados Unidos y  participó en la Guerra de Secesión por el Ejército de los Estados Confederados. Participó en la batalla de Pea Ridge, después de la cual fue ascendido a General. Luego estuvo en la Segunda Batalla de Corinth, y nombrado general de división. Luego comando la defensa de Alabama en la Batalla de la bahía de Mobile.

### Luego de la guerra
Abrió una escuela en Fredericksburg y trabajó en Nueva Orleans (Luisiana). En 1869 ayudó a fundar la Sociedad Histórica del Sur, que buscaba preservar la memoria del bando del sur durante la guerra.
Fue designado en la primera administración del presidente estadounidense Grover Cleveland (1885–1889) como embajador de Estados Unidos en Colombia entre el 20 de enero de 1887 y el 22 de junio de 1889.
Murió en Peoria (Illinois) en la casa de su hijo, el 11 de enero de 1900.

## Obras
- Tácticas para rifles montados
- Recuerdos de un virginiano en las guerras india, mexicana y civil.[5]
- La historia de los jóvenes de Virginia y los virginianos.[6]